# Вулиця Декабристів (Мелітополь)
Вулиця Декабристів — вулиця в Мелітополі на Юрівці. Йде від Скіфської вулиці до вулиці Академіка Корольова. На перехресті з Будівельною вулицею зсувається на 80 метрів, так що 1-й Будівельний провулок є більш прямим продовженням вулиці Декабристів, ніж власне вулиця Декабристів. Забудована приватними будинками.

## Назва
Вулиця названа на честь декабристів — дворян-революціонерів, які в грудні 1825 року за допомогою збройного повстання в Санкт-Петербурзі та на Київщині прагнули встановити в Російській імперії конституційний лад.
Поруч з вулицею знаходиться однойменний провулок Декабристів.

## Історія
Перша відома згадка вулиці датується 20 травня 1929 року.